# 악의 꽃 (2020년 드라마)
《악의 꽃》은 2020년 7월 29일부터 2020년 9월 23일까지 방송된 tvN 수목 드라마이다.

## 줄거리
14년간 사랑해 온 남편이 피도 눈물도 없는 연쇄살인마로 의심된다면? 사랑마저 연기한 남자 희성과 그의 실체를 의심하기 시작한 아내 지원. 외면하고 싶은 진실 앞에 마주 선 두 사람의 고밀도 감성 추적극.

## 등장인물

### 주요 인물
- 이준기 : 도현수/백희성 역(36/39세)(아역 : 박현준, 차성제) - 금속 공예가. 도현수에서 백희성으로 신분세탁을 함.
- 문채원 : 차지원 역(37세) - 강력계 형사. 희성(현수)의 아내
- 장희진 : 도해수 역(37세)(아역 : 임나영, 이채윤) - 특수 분장사. 현수의 누나
- 서현우 : 김무진 역(36세)(아역 : 정택현) - 주간지 [한주간]의 기자. 현수의 동창.

### 희성 주변인물
- 남기애 : 공미자 역(64세) - 약사. 희성의 어머니.
- 손종학 : 백만우 역(67세) - 대학병원 병원장. 희성의 아버지.
- 김지훈 : 백희성 역(39세) - 미자와 만우의 아들, 15년째 혼수상태였지만 다시 깨어남. 도민석과 공범

### 지원 주변인물
- 조경숙 : 문영옥 역(61세) - 슈퍼 주인. 지원의 어머니.
- 정서연 : 백은하 역(6세) - 유치원생. 희성과 지원의 딸.

### 해수 주변인물
- 최병모 : 도민석 역(사망) - 금속 공예가. 연주시 연쇄살인사건의 용의자. 해수와 현수의 아버지.

### 무진 주변인물

#### 한주간 주간지
- 양혜진 : 강필영 역(51세) - 주간지 [한주간]의 팀장.
- 주예은 : 주 기자 역 - 주간지 [한주간]의 기자이자 무진의 후배.

### 강수서 강력팀
- 최대훈 : 이우철 역(43세) - 강력3팀 팀장.
- 최영준 : 최재섭 역(43세) - 강력3팀 베테랑 형사.
- 김수오 : 임호준 역(29세) - 강력 3팀 막내형사.
- 임철형 : 윤상필 역(51세) - 강력계장.

### 그 외 인물
- 박정언 : 주민센터 직원 역

도현수가 백희성으로 신분을 바꾸려고 주요서류 재발급하러 가서 대면하는 주민센터의 직원.
2화 목소리 연기 - 라디오 디제이
차지원(문채원)과 백희성(이준기)이 처음 만나게 되는 한낮의 동네 슈퍼 장면에서 들려오는 라디오 진행자 목소리
- 김건 : 김인서 역 - 아동 살인미수사건의 피해자.
- 이언정 : 고혜영 역 - 김상진의 아내이자, 김인서의 엄마. 깐깐하고 똑부러진 성격이었으나 남편에 의해 영양제로 둔갑한 신경자극차단제를 투여당했다.
- 박수연 : 배은석 역 - 소아비만 클리닉 의사,김상진의 이혼 및 양육권과 재산을 위해 신경자극차단제를 지어주는 등 불법행위를 함
- 윤병희 : 박경춘 역 - 정미숙의 남편. 택시기사.
- 한수연 : 정미숙 역 - 연주시 연쇄살인사건의 7번째 피해자.
- 김기천 : 이현석 역 - 가경리 마을 의사
- 최영우 : 바텐더 역 - 염상철의 부하
- 김기무 : 염상철 역 - 과거 도민석과 관련된 직업소개소 사장
- 김미화 : 황정순 역 - 염상철의 직업소개소 유인책
- 박광재 : 성재구 역 - 염상철의 직업소개소 막내

### 특별 출연
- 윤희석 : 김상진 역 - 아동 살인미수사건의 용의자. 인서의 아버지. 변호사.
- 박미연 : 장영희 역 - 대학교 환경미화원으로 정미숙 사건의 목격자다. 김무진의 끈질긴 설득으로 주간지 한주간에 목격을 증언하게 된다.
- 김여진 : 최검사 역

## 촬영지
- 선다방
- 서강대교
- 지하슈퍼 - 은하수슈퍼
- 다시세운보행교 - 세운교
- 카페펀
- 북경원 - 순길반점

## 시청률
최저 시청률과 최고 시청률은 시청률 조사회사와 지역별로 시청률에 차이가 있을 수 있습니다.
| 2020년      | 2020년      | 2020년             | 2020년             |
| 회차        | 방송일      | 닐슨 코리아 시청률 | 닐슨 코리아 시청률 |
| 회차        | 방송일      | 대한민국(전국)     | 서울(수도권)       |
| ----------- | ----------- | ------------------ | ------------------ |
| 제1회       | 7월 29일    | 3.357%             | 4.248%             |
| 제2회       | 7월 30일    | 2.860%             | 3.155%             |
| 제3회       | 8월 5일     | 3.116%             | 3.570%             |
| 제4회       | 8월 6일     | 3.735%             | 4.357%             |
| 제5회       | 8월 12일    | 2.973%             | 3.060%             |
| 제6회       | 8월 13일    | 3.615%             | 4.030%             |
| 제7회       | 8월 19일    | 3.526%             | 4.030%             |
| 제8회       | 8월 20일    | 3.863%             | 4.358%             |
| 제9회       | 8월 26일    | 3.539%             | 4.142%             |
| 제10회      | 8월 27일    | 3.659%             | 4.701%             |
| 제11회      | 9월 2일     | 3.844%             | 4.250%             |
| 제12회      | 9월 9일     | 4.729%             | 5.234%             |
| 제13회      | 9월 10일    | 4.456%             | 4.853%             |
| 제14회      | 9월 16일    | 4.767%             | 5.246%             |
| 제15회      | 9월 17일    | 5.083%             | 5.536%             |
| 제16회      | 9월 23일    | 5.715%             | 6.639%             |
| 평균 시청률 | 평균 시청률 | 3.927%             | 4.463%             |
|             |             |                    |                    |
| 스페셜      |             |                    |                    |
| 깨어난 진실 | 9월 3일     | 2.342%             | 2.797%             |

## 수상 및 후보
| 연도 | 시상식              | 부문                     | 수상자(작) | 결과 | 출처 |
| ---- | ------------------- | ------------------------ | ---------- | ---- | ---- |
| 2021 | 제57회 백상예술대상 | TV부문 드라마 작품상     | 악의 꽃    | 후보 |      |
| 2021 | 제57회 백상예술대상 | TV부문 남자 최우수연기상 | 이준기     | 후보 |      |
| 2021 | 제57회 백상예술대상 | TV부문 연출상            | 김철규     | 수상 |      |
| 2021 | 제57회 백상예술대상 | TV부문 남자 조연상       | 김지훈     | 후보 |      |
| 2021 | 제57회 백상예술대상 | TV부문 극본상            | 유정희     | 후보 |      |

## 같이 보기
- 대한민국의 텔레비전 드라마 목록 (ㅇ)
- 2020년 대한민국의 텔레비전 드라마 목록

## 참고 사항
- KBS와 KBS계열사가 공동 출자해 2016년 6월 설립된 뒤[2] 2017년 봄 KBS미디어의 드라마 사업팀을 양수받은[3] 몬스터유니온의 첫 타 방송사 외주제작 드라마이다.
- 8월 24일부터 31일까지 코로나바이러스감염증-19 확산여파로 악의 꽃, 미씽: 그들이 있었다, 서울촌놈 등의 CJENM의 방송제작이 일시 중단되었다.[4]

- 코로나바이러스감염증-19 여파로 인한 일시적인 제작중단으로 인해 9월 3일 본방이 결방되고, 스페셜 방송으로 대체되었다. 도해수와 김무진 역의 장희진과 서현우가 특별 MC로 출연하였다.[5]